# Amt Ochtrup
Das Amt Ochtrup war ein Amt im alten Kreis Steinfurt in Nordrhein-Westfalen. Im Rahmen der Gebietsreform in Nordrhein-Westfalen wurde das Amt zum 1. Juli 1969 aufgelöst.

## Geschichte
Im Rahmen der Einführung der Landgemeindeordnung für die Provinz Westfalen wurde 1844 im Kreis Steinfurt aus der Bürgermeisterei Ochtrup das Amt Ochtrup gebildet. Dem Amt gehörten das Wigbold Ochtrup sowie die Gemeinden Kirchspiel Ochtrup (auch Außengemeinde Ochtrup genannt), Langenhorst und Welbergen an.
Am 1. Oktober 1890 wurde die Gemeinde Kirchspiel Ochtrup mit dem Wigbold Ochtrup vereinigt. 1949 erhielt Ochtrup das vollwertige Stadtrecht.
Das Amt Ochtrup wurde zum 1. Juli 1969 durch das Gesetz zur Neugliederung von Gemeinden des Landkreises Steinfurt aufgelöst. Ochtrup, Langenhorst und Welbergen wurden zu einer neuen Stadt Ochtrup zusammengeschlossen, die auch Rechtsnachfolgerin des Amtes ist.

## Einwohnerentwicklung
| Jahr | Einwohner | Quelle |
| ---- | --------- | ------ |
| 1858 | 5.456     | [ 3 ]  |
| 1871 | 5.328     | [ 4 ]  |
| 1885 | 6.344     | [ 5 ]  |
| 1910 | 9.036     | [ 6 ]  |
| 1939 | 10.899    | [ 7 ]  |
| 1950 | 14.485    | [ 8 ]  |
| 1969 | 15.482    | [ 8 ]  |